# Коровченко, Андрей Григорьевич
Андрей Григорьевич Коровченко (1920 — 3 января 1965) — советский партийный деятель. Депутат Верховного Совета УССР 4-5-го созывов. Кандидат в члены ЦК КПУ в 1956 — январе 1965 г.

## Биография

Никита Хрущев и члены правительства вручают орден «Красного знамени» городу Севастополю, 1955 год. Слева направо: Н. С. Хрущёв, К. Е. Ворошилов, 1 секретарь Севастопольского ГК КПУ А. Г. Коровченко, председатель Севастопольского горисполкома С. В. Сосницкий

Родился в селе Звездочка Приморской губернии (теперь — Ольгинского района Приморского края России) в крестьянской семье.
Учился во Владивостокском судостроительном техникуме. В 1937—1939 годах — кочегар на пароходе. В 1939—1940 — инструктор Политотдела Дальневосточного морского пароходства, заместитель начальника мореходного училища, помощник начальника Политотдела по комсомолу Дальневосточного морского пароходства. 
Член ВКП(б) с 1940 года.
В 1940—1941 годах — 1-й секретарь Владивостокского городского комитета ВЛКСМ. В 1941—1944 годы — служба на ВМФ. В 1942 окончил военное училище. В апреле 1944 - октябре 1946 — секретарь Одесского областного комитета ЛКСМ Украины по военной работе, 1-й секретарь Одесского городского комитета ЛКСМ Украины. В 1946—1949 годах — инструктор и помощник начальника Политотдела по комсомолу Черноморского морского пароходства, помощник начальника Политотдела пароходства «Совтанкер». В 1949 году — секретарь бюро КП(б)У строительного треста № 1 Главморстрой в городе Одессе. В 1949—1952 годах — 2-й, 1-й секретарь Воднотранспортного районного комитета КП(б)У города Одессы. В 1952—1954 годах — 2-й секретарь Одесского городского комитета Компартии Украины.
В 1954 — 10.1954 — инструктор Отдела партийных органов ЦК КПСС. С октября 1954 по апрель 1960 года — 1-й секретарь Севастопольского городского комитета Компартии Украины. С 18 апреля 1960 по декабрь 1962 — 2-й секретарь Крымского областного комитета Компартии Украины.
В 1962 — 12.1964 — учился в Высшей партийной школе при ЦК КПСС. С декабря 1964 по 3 января 1965 года — секретарь Николаевского областного комитета Компартии Украины.
Скоропостижно скончался. Похоронен в Киеве на Байковом кладбище.

## Награды
- орден Трудового Красного Знамени
- медали

## Ссылка
- Справочник по истории Компартии и Советского Союза